# كالفين بي. تي لي
كالفين بي. تي لي (بالإنجليزية: Calvin B. T. Lee)‏ هو صاحب مطعم أمريكي، ولد في 18 فبراير 1934 في Chinatown, Manhattan ‏ في الولايات المتحدة، وتوفي في 13 مارس 1983 في Chatham Township, New Jersey ‏ في الولايات المتحدة.